# Khaled Akasheh
Khaled Boutros Akasheh (arabisch خالد بطرس عكشة Chalid Butrus Akascha, DMG Ḫālid Buṭrus ʿAkaša; * 15. Dezember, 1954 in Karak, Jordanien) ist ein römisch-katholischer Geistlicher des Lateinischen Patriarchats von Jerusalem und Islamexperte.
Akasheh trat 1966 dem Priesterseminar in Beit Dschala bei. Am 30. Juni 1978 wurde er dort durch den Jerusalemer Weihbischof Neemeh Simaan zum Priester geweiht. Danach war er als Vikar in der jordanischen Stadt Madaba tätig. Ab 1981 lehrte er selbst in Beit Dschala. 1994 wurde er in den Päpstlichen Rat für den Interreligiösen Dialog berufen, seit 2003 ist er der Sekretär der Kommission des Rates für die Beziehungen mit dem Islam.
2008 war er einer der katholischen Delegationsteilnehmer des zweiten Seminars des Katholisch-Muslimischen Forums, das nach dem offenen Brief Ein gemeinsames Wort zwischen Uns und Euch eingerichtet wurde. Ohne öffentliche Aufmerksamkeit zu erregen, bemühte er sich daraufhin, ein Netzwerk mit muslimischen Gesprächspartnern für die katholische Kirche aufzubauen. Er hat am Dialog des Heiligen Stuhls mit der al-Azhar-Universität in Ägypten teilgenommen. Die al-Azhar-Universität beharrte 2011 auf der Entfernung von Akasheh aus der Delegation und drohte anderenfalls mit dem Abbruch des Dialogs.
Er nahm auch am Dialog des Vatikans mit der zum Ministerium für Kultur und islamische Führung (Erschad) gehörenden Organisation für Islamische Kultur und Kommunikation (Sāzmān-i Farhang wa-Irtibāṭāt-i Islāmī / Islamic Culture and Relations Organization) von Teheran, Iran, teil.

## Schriften (Auswahl)
- Ensemble au service de l’Évangile. Les collaborateurs et les collaboratrices de Saint Paul. Pontificia università lateranense, Rom 2000.
- L’islam nelle città. Dalle identità separate alla comunità plurale. FrancoAngeli, Mailand 2000. (mit Innocenzo Siggillino)
- Islam plurale. Com nuovi tempi, Rom 2000 (mit Mostafa El-Ayoubi)